# Katsuragi (Wakayama)
Katsuragi (かつらぎ町 Katsuragi-chō?) es un pueblo localizado en la prefectura de Wakayama, Japón. En junio de 2019 tenía una población estimada de 16.054 habitantes y una densidad de población de 106 personas por km². Su área total es de 151,69 km².

## Geografía

### Localidades circundantes
- Prefectura de Wakayama
  - Hashimoto
  - Kinokawa
  - Kudoyama
  - Kōya
  - Kimino
  - Aridagawa
- Prefectura de Osaka
  - Kawachinagano
  - Izumi
  - Kishiwada
- Prefectura de Nara
  - Nosegawa

## Demografía
Según los datos del censo japonés, esta es la población de Katsuragi en los últimos años.
| Año del censo | Población |
| ------------- | --------- |
| 1995          | 22.052    |
| 2000          | 20.945    |
| 2005          | 19.670    |
| 2010          | 18.230    |
| 2015          | 16.992    |